# 惟宗忠康
惟宗忠康（？—治承三年1179年）日本平安时代后期摄关氏藤原北家京侍。自称祖先是中国秦始皇后裔“秦氏”，日本秦氏是古代姓氏之一，是惟宗广言的儿子（也有一说是惟宗忠友的儿子），同时也是惟宗忠广、岛津忠久和津津见忠季的父亲。通称桥口右卫门尉。惟宗忠康是岛津氏的初祖，而次子岛津忠久则是岛津氏初代当主。惟宗忠广、岛津忠久和津津见忠季有一说是惟宗忠康的养子，并不是亲生儿子。